# Irena Pavelková
Irena Pavelková (* 5. září 1974 Mladá Boleslav) je česká vodní slalomářka, kajakářka závodící v kategorii K1.
V letech 2003–2011 získala na mistrovstvích světa tři zlaté a čtyři stříbrné medaile, všechny v závodech K1 družstev. Z evropských šampionátů si mezi lety 1996 a 2011 přivezla ze závodů hlídek čtyři zlaté a tři stříbrné, v individuálních startech vybojovala čtyři bronzy (2000, 2004, 2005, 2008). V roce 1997 vyhrála celkové pořadí Světového poháru v závodech K1. Třikrát startovala na letní olympiádě. V Atlantě 1996 dojela šestnáctá, na LOH 2000 v Sydney byla pátá a na olympijských hrách 2004 v Athénách skončila na 15. místě.